# Ferdinando Silvani
Ferdinando Silvani (* 16. Mai 1823 in Parma; † 23. Januar 1899 ebenda) war ein italienischer Kupferstecher.

## Leben und Werk
Silvani war ein Schüler von Paolo Toschi an der Accademia di belle arti di Parma. In seinen Stichen behandelte er religiöse Themen. Ein bekanntes Werk Silvanis ist seine dem Fresko Aufnahme Marias in den Himmel von Antonio da Correggio im Dom von Parma nachempfundene Grafik Balaustrata nella cupola del duomo oder Die Apostel. Arbeiten Silvanis sind unter anderem im Bestand des Metropolitan Museum of Art und der Royal Collection.
Auf dem Kunstmarkt werden gelegentlich Landschaftsmalereien mit venezianischen Motiven angeboten, die mit „F. Silvani“ signiert sind und dem Künstler zugeschrieben werden, aber außerhalb seiner Lebensdaten entstanden sein können. Hierbei kann es sich um ein Pseudonym eines anderen Künstlers handeln, ob sie von Ferdinando Silvani stammen ist ungeklärt.